# Curare
Le curare est une substance extraite de certaines lianes d'Amazonie, notamment Chondodendron tomentosum et Strychnos toxifera. Utilisés depuis des siècles par les autochtones et découverts par l'Occident à la fin du XVIe siècle, les curares sont aujourd'hui fréquemment utilisés dans les services de chirurgie ou de réanimation.
Les curares empêchent la transmission des impulsions nerveuses motrices aux muscles squelettiques (blocage neuromusculaire), ce qui provoque une relaxation musculaire.

## Étymologie
L'étymologie du mot « curare » est incertaine : il pourrait venir  du mot « ourari » qui signifie « la mort qui tue tout bas » ; il pourrait aussi venir du mot caraïbe k-urary, « là où il vient, on tombe » (de « our » et « ar », venir et tomber en guarani). Une autre étymologie est possible : la contraction en tupi du mot « oiseau » (Uira) et du mot « liquide » (y) pour « liquide qui tue les oiseaux ».
Le curare est également connu comme Bejuco de Mavacure, Ampi, Kurari, Tooorara, Voorara, Wouraru, Wuratit, Woorari, Woorara, Woorali, Wourali, Wouralia, Ourare, Ourari, Urare, Ouraryt veneno, Urari (ce qui signifie en galibi : « la mort qui tue tout bas ») et Uirary, Wilalakayevi pour la liane Sciadotenia  (ce qui signifie, « branches » et « rebrousser de chemin » ou « changer de direction » car ses branches changent de direction), Supai Hausca (corde du diable) pour la liane Strychnos et wayana Ulali, Wilali ce qui signifie « arbre ».

## Noms
La d-tubocurarine, l'alcaloïde populaire du curare utilisé en médecine, était disponible comme tubocurarin, tubocurarinum, delacurarine, tubarine, metubine, jexin, HSDB 2152, alcaloïde d'isoquinoline, tubadil, mécostrin, intracostine et intocostrine.

## Historique

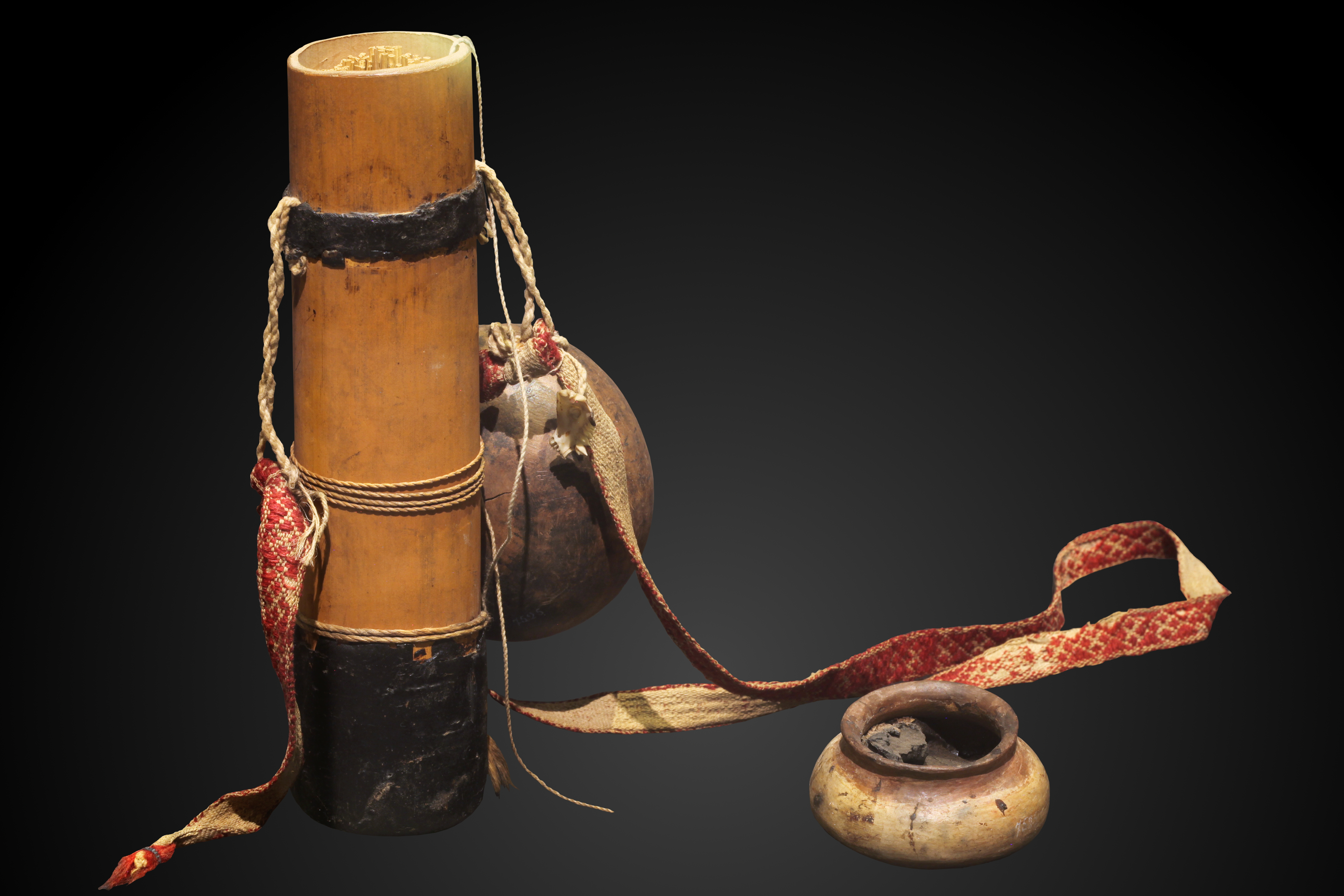
Carquois de pointes de sarbacane imprégnées de curare (Amazonie).

C’est aux détours d’une expédition en Guyane qu'un marin de Walter Raleigh, Lawrence Keymis († 1618), mentionna vers 1596 un poison mortel appelé ourari. Au XVIIIe siècle, José Gumilla nomma le curare et décrivit ses effets dans son El Orenoco ilustrado... : les Sud-Amérindiens en enduisaient les flèches qu’ils lançaient avec une sarbacane pour chasser. Le gibier était empoisonné par paralysie musculaire quelques instants après avoir été touchés, ce qui évitait d’effrayer les autres cibles potentielles. La consommation de la viande restait possible, le curare n’étant pas actif en cas d'ingestion. En 1745, Charles Marie de La Condamine en rapporta les premiers échantillons connus.
Harold Randall Griffith (1894 – 1985) et Enid Johnson utilisent en 1942, l’intocostrine, préparation commerciale à base de Chondodendron tomentosum, pour provoquer un relâchement musculaire lors d’une anesthésie générale.
Dès 1943, Oscar Wintersteiner et  James Dutcher isolèrent la d-tubocurarine de cette même plante.
En 1946, Daniel Bovet et ses collaborateurs aboutirent à l’Institut Pasteur, dans le laboratoire d’Ernest Fourneau, au premier curarisant de synthèse, le 2559 F ou triiodoéthylate de gallamine, breveté sous le nom de Flaxédil, cinq fois plus actif que la tubocurarine.

## Préparation traditionnelle
La préparation du curare (ourari) varie suivant les tribus amazoniennes.
Dans son ouvrage intitulé "Deux années au Brésil" (1862), le peintre François-Auguste Biard a décrit ainsi la fabrication du curare par les Arara :
Un jour, toute la tribu s'assemble, on entasse autour d'un vaste foyer des amas de branches et de feuilles sèches. Plusieurs vieilles Indiennes doivent allumer le feu et l'entretenir pendant trois jours. Deux perches liées ensemble par le haut sont fichées en terre, et du sommet pend, accrochée à de fortes lianes, une grande panella. Quelques hommes, séparés en deux troupes, vont couper dans la forêt la liane vénéneuse dont le curare est en partie composé, et remplir à la rivière des vases qu'ils apportent solennellement, ainsi que les lianes, dans un cercle que les victimes ne peuvent plus quitter tant que dure la fabrication.
Ils se jettent tous à terre en chantant à voix basse : « Ainsi tomberont ceux qui seront frappés par nos flèches ». Et chacun va prendre sa place dans le cercle formé le premier jour par les membres de la tribu, assez près du lieu où déjà les vieilles femmes ont jeté dans la panella l'eau, les lianes et des matières inconnues, dont Joao ne put, ou ne voulut pas me dire le nom. 
Le second jour, le feu est plus considérable, les exhalaisons qui s'échappent de la panella font agrandir le cercle. Quand vient le troisième jour, c'est un véritable brasier. Vers le soir, le feu s'éteint peu à peu, les fumées vénéneuses se dissipent. L'œuvre mystérieuse est accomplie, le poison est bon, et les vieilles femmes sont mortes...
Cependant, la toxicité des vapeurs reste non vérifiée et il est probable que cette histoire soit une fable J. Vellard dit : « les vapeurs que j'ai volontairement respirées ne m'ont jamais causé le moindre malaise » 
La recette des Tecuna et Java d'Amazonie a aussi été documentée,.

## Recherches
| Date      | Découverte |
| --------- | --- |
| 1811-1812 | Benjamin Collins Brody (1783-1862) expérimente le curare. Il est le premier à prouver que le curare ne tue pas l'animal, qui se rétablit si la respiration est maintenue artificiellement. |
| 1825      | Charles Waterton (1783-1865) décrit l'expérience par laquelle il a maintenu une ânesse curarisée vivante par ventilation artificielle avec un soufflet et une trachéotomie. Waterton aurait également apporté le curare à l'Europe. Le botaniste Robert Hermann Schomburgk identifie la source du curare, une espèce du genre Strychnos et lui donne le nom spécifique de toxifera.                                                                           |
| 1828      | En France les premières expériences sont menées par Boussingault et Rollin en 1828 lesquels essaient d'isoler son alcaloïde, et sont poursuivies par Preyaz qui isole la curarine. Böhm isole un second alcaloïde qu'il appelle la curine. |
| 1850      | George Harley (1829-1896) prouve que le curare (wourali) est efficace dans le traitement du tétanos et de l'empoisonnement par la strychnine. |
|           | Stephan Endlicher découvre que le curare provient de deux espèces de lianes du genre Strychnos, Strychnos guianensis et Strychnos toxifera, que les indiens mélangent à du poivre, à des baies de Menispermum, coque du Levant, et à d'autres plantes âcres. |
| 1856      | Claude Bernard découvre que le curare agit sur la jonction neuromusculaire, entraînant une paralysie et une baisse du tonus musculaire : sous l'effet du curare, les muscles ne fonctionnent plus, ils deviennent mous, et les poumons s'immobilisent. En raison de la paralysie respiratoire, le cerveau et les tissus ne sont plus alimentés en oxygène. |
| 1887      | Le catalogue de Burroughs Wellcome cite, sous la marque « Tabloids », des comprimés de curare en grain (prix 8 shillings) pour l'usage de préparations destinées à l'injection hypodermique. En 1914 Vallée de Hallett d'Henry (1875-1968) décrit les actions physiologiques de l'acétylcholine. Après vingt-cinq ans de recherches, il prouve que l'acétylcholine est responsable de la transmission neuromusculaire, qui peut être bloquée par le curare.   |
| 1897      | R. Boehm isole deux alcaloïdes du curare : la l-curarine et la tubocurarine. Mais ce n'est qu'en 1935, dans le laboratoire de Sir Henry Dale, que Harold King élucide la structure de la d-tubocurarine, base très active de la plante. Fondée sur les travaux de ces chercheurs, l'étude expérimentale du curare aboutit à l'utilisation de la tubocurarine en médecine chirurgicale et neurologique.                                                        |
| 1912      | Tentatives d'utilisation du curare pour l'anesthésie par Arthur Lawen de Leipzig. |
| 1938      | A.R. McIntyre, de l'Université du Nebraska, sépara les substances toxiques présentes dans le curare végétal pour ne garder que l'alcaloïde agissant sur les muscles. |
| 1942      | Les médecins ne tirent profit de toutes ces observations qu'en 1942. À cette date, un dérivé purifié, l'intocostrine, extrait de plantes à curare rapportées d' Amazonie en 1938, est introduit en anesthésie. L'intocostrine, premier curarisant commercial, est lancée par E. R. Squibb & Sons, puis introduite comme relâchant musculaire dans la pratique de l'anesthésie locale en 1942 par Harold Randall Griffith (1894-1985) et Enid Johnson Macleod. |
| 1943      | Oscar Wintersteiner et James Dutcher confirment l'hypothèse de K. Folkers selon laquelle le curare provient de Chondodendron tomentosum. |
| 1946      | Daniel Bovet et ses collaborateurs aboutissent à l'Institut Pasteur, dans le laboratoire d'Ernest Fourneau, au premier « curarisant de synthèse », le 2559 F ou triiodoéthylate de gallamine, breveté sous le nom de « Flaxédil », cinq fois plus actif que la tubocurarine. |

Les recherches conduisirent progressivement    à la découverte de la curarine, de la curine, de la d-tuborcurarine   et de l' intocostrine.

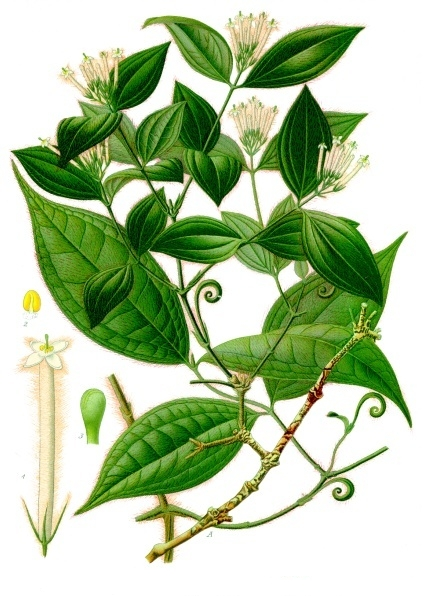
Strychnos toxifera 1887, Koehler

## Pharmacologie
Par extension, un curare désigne un médicament aux propriétés curarisantes, utilisé en anesthésie pour provoquer un relâchement musculaire. Dans ce cas, le patient est en même temps maintenu sous sédation, avec un hypnotique, car les sensations provoquées par le curare sont très angoissantes si le patient en est conscient. Les indications pour l'administration d'un curare sont :
- l'intubation trachéale ;
- diminuer le tonus musculaire pour faciliter une intervention  chirurgicale ;
- faciliter la ventilation mécanique (éviter l'asynchronie patient-ventilateur) ;
- supprimer les contractures musculaires par exemple dans la sismothérapie.

Le blocage neuromusculaire n’est pas levé par les inhibiteurs des cholinestérases, et est même prolongé ; une prolongation de cet effet se produit également avec des antibiotiques (entre autres des aminoglycosides), le lithium, des œstrogènes et des contraceptifs contenant des œstrogènes.

### Curare dépolarisant
Le seul curare dépolarisant utilisé couramment en milieu hospitalier est la succinylcholine (Anectine, Celocurine). Sa fixation au récepteur nicotinique de l'acétylcholine entraîne une dépolarisation prolongée du muscle. Les fasciculations (spasmes musculaires) qu'elle entraîne peuvent donner des douleurs musculaires au réveil du patient (courbatures).
| Médicament    | Famille chimique | Délai d'action   | Durée d'action |
| ------------- | ---------------- | ---------------- | -------------- |
| Suxaméthonium | ester            | 30 à 60 secondes | 6 à 11 min     |

### Curare non dépolarisant
C'est le cas de la quasi-totalité des bloqueurs neuromusculaires. Leur fixation aux récepteur nicotinique de l'acétylcholine n'entraîne pas de dépolarisation du muscle.
| Médicament    | Famille chimique   | Délai d'action | Durée d'action |
| ------------- | ------------------ | -------------- | -------------- |
| Mivacurium    | benzylisoquinoline | 2 à 4 min      | 15 à 25 min    |
| Rapacuronium  | aminostéroïde      | 1 à 2 min      | 15 à 25 min    |
| Rocuronium    | aminostéroïde      | 90 secondes    | 30 à 40 min    |
| Vécuronium    | aminostéroïde      | 3 à 5 min      | 30 à 40 min    |
| Atracurium    | benzylisoquinoline | 3 à 4 min      | 30 à 40 min    |
| Cisatracurium | benzylisoquinoline | 4 à 5 min      | 40 à 60 min    |
| Tubocurarine  | benzylisoquinoline | 100 s          | > 50 min       |
| Pancuronium   | aminostéroïde      | 3 à 5 min      | > 120 min      |

### Curare et anesthésie
Les tentatives d'utilisation du curare pour l'anesthésie remontent à 1912 par Arthur Lawen de Leipzig. Mais le curare fut lié à l'anesthésie par l'intermédiaire de la psychiatrie (electroplexy). En 1939, Bennett (en) avait l'habitude de modifier le métrazol en thérapie convulsive. 
Ces curarisants sont employés dans l'anesthésie moderne pour de nombreuses raisons, car ils facilitent l'intubation de la trachée. Avant ces curarisants, les anesthésistes devaient employer de grandes doses d'anesthésiques, comme l'éther, le chloroforme ou le cyclopropane, pour réaliser ces objectifs. Une telle anesthésie profonde risquait de tuer les patients âgés ou atteints de maladie cardiaque. 
Depuis les années 1930, le curare fut employé dans les hôpitaux comme relaxant musculaire (myorésolutif). On découvrit que les différents types de curare en Amazonie ne contenaient pas moins de 15 ingrédients.
Le 23 janvier 1942, les  Dr Harold Griffith (en) et Dr Enid Johnson Macleod (en) ont donné une préparation synthétique du curare (Intracostine/Intocostrine) à un patient subissant une appendicectomie (anesthésie conventionnelle de supplément). Le curare (d-tubocurarine) n'est pas alors considéré comme le meilleur agent disponible pour l'anesthésie et la chirurgie. Une fois utilisé avec l'halothane, la d-tubocurarine peut causer une chute profonde de la tension artérielle chez quelques patients car les deux médicaments ont un effet ganglioplégique. Il est plus sûr d'employer la d-tubocurarine avec de l'éther.
En 1954, un article sensationnel a été publié par Lyman Beecher Todd, suggérant que l'utilisation de curarisants (médicaments semblables au curare) augmentait de six fois le risque de mortalité dû à l'anesthésie. Ceci a été complètement réfuté par la suite.
Les anesthésistes d'aujourd'hui ont à leur disposition une grande variété de curares en anesthésie. La capacité de réaliser un relâchement musculaire indépendamment de la sédation a permis aux anesthésistes d'ajuster séparément ces deux effets (myorelaxation et sédation) de façon à s'assurer que leurs patients aient atteint, sans risque, le degré d'inconscience et de relaxation musculaire requis pour permettre l'intervention chirurgicale. Les curares, en induisant une paralysie musculaire, nécessitent une surveillance rigoureuse pour éviter les risques liés à la curarisation résiduelle. La Société Française d'Anesthésie et de Réanimation (SFAR) souligne que cette dernière peut entraîner des conséquences graves si elle n'est pas traitée, notamment une morbi-mortalité accrue dans les 24 premières heures post-opératoires, un risque plus élevé d'événements respiratoires critiques en salle de surveillance post-interventionnelle (SSPI) , une augmentation des pneumopathies post-opératoires, une dysfonction des muscles pharyngés, et une prolongation de la durée de séjour en SSPI.
Pour prévenir ces complications, un monitorage précis de la curarisation est essentiel. Si le moniteur bispectral (BIS) permet de vérifier la profondeur de l’hypnose et d'assurer l'inconscience du patient pendant l'intervention, il ne mesure pas la profondeur de la curarisation elle-même. Ce rôle revient aux curamètres, des dispositifs dédiés qui évaluent la réponse musculaire à une stimulation électrique.
Selon la SFAR, seul un monitorage quantitatif utilisant la mesure du rapport T4/T1 à l'adducteur du pouce avec une stimulation supra maximale (type mécanomyographie, accéléromyographie, électromyographie) permet une évaluation fiable de la transmission neuromusculaire,. Cette méthode est reconnue comme la référence pour détecter une éventuelle curarisation résiduelle et garantir une récupération musculaire adéquate. Un ratio TOF ≥ 0,9 est désormais recommandé par les consensus internationaux pour minimiser les risques.
Les évolutions technologiques récentes, tels que l’accéléromyopgraphie tridimensionnelle (3D-AMG) sans calibration, les dispositifs sans fil ou sans consommable, ont considérablement simplifié la pratique et a permis une démocratisation du monitorage quantitatif de la curarisation. Ces outils sont aujourd'hui largement utilisés en anesthésie et apparaissent en réanimation, où ils permettent une prise en charge plus sûre et efficace. Leur adoption favorise une pratique quotidienne intégrant systématiquement le monitorage pour prévenir les complications liées à une relaxation musculaire prolongée.

## Action
Les curares n'agissent que sur les muscles striés squelettiques et n'ont donc aucune action sédative. Ils agissent de manière compétitive en bloquant les récepteurs nicotiniques d'acétylcholine, ce qui empêche les muscles de se contracter. Les curares agissent en fait sur la jonction neuromusculaire.
L'injection intraveineuse de curare entraîne une paralysie différentielle des muscles : ptôse palpébrale dans les 30 secondes, paralysie du diaphragme au bout de 2 à 3 minutes (d'où, en l'absence de sédation, une asphyxie consciente), paralysie des membres inférieurs au bout de 3 à 5 minutes. L'injection intramusculaire agit au bout de 15 à 25 minutes.

## Effets indésirables
Les curares sont, parmi les substances utilisées en anesthésiologie, celles qui exposent au plus grand risque de réaction allergique grave.
La paralysie qu'ils entraînent rend l'assistance respiratoire indispensable, et l'impossibilité de réaliser cette dernière peut entraîner la mort. L'utilisation de ces médicaments est réservée aux praticiens ayant reçu une formation en anesthésie et en réanimation.

## Dans la culture
- Dans Tintin et l'oreille cassée, la tribu des Arumbayas utilisent des fléchettes empoisonnées au curare pour se défendre des étrangers s'aventurant sur leurs terres.
- Dans le giallo italien Les Sept Châles de soie jaune (7 scialli di seta gialla) sorti en 1972, l'assassin imprègne de curare les griffes d'un chat agacé par un répulsif pour faire croire à la mort naturelle de ses victimes ;
- Hercule Poirot menace l'un de ses antagonistes d'une fléchette au curare dans le roman d'Agatha Christie Les Quatre (1927)[30];
- Dans le jeu vidéo The Great Ace Attorney Chronicles, Dr. John Wilson est assassiné par empoisonnement au curare ;
- Dans le film d'animation Astérix et Cléopâtre, Amonbofis et Tournevis proposent d'utiliser un clafouti au curare pour empoisonner la reine Cléopâtre. (Une telle utilisation serait peu efficace car le curare est très peu assimilé via l'alimentation, ce qui est la raison de son utilisation traditionnelle à la chasse[30].)